# Ломако, Илья Павлович
Илья́ Па́влович Лома́ко (1918—1989) — советский механизатор, Герой Социалистического Труда (1954), депутат Верховного Совета СССР 5—8 созывов.

## Биография
Трудовую деятельность начал в 1937 техником-животноводом в Старобешевском райземотделе. Проходил службу в рядах РККА с 1938 по 1945 г.г. Был красноармейцем, затем командиром отделения отдельного артиллерийского дивизиона, старшиной роты инженерно-саперного батальона.
В 1945 вернулся в родной колхоз, где работал колхозником, затем парторгом колхоза. В 1947 г. был избран председателем колхоза «Заря».
И. П. Ломако был талантливым руководителем и воспитателем, самоотверженно трудился над преобразованием колхоза, села. Коллектив возглавляемого им хозяйства стабильно на протяжении многих лет добивался высоких урожаев зерна и овощей, производительностью животноводства, несколько раз был участником ВДНХ.
Указом Президиума Верховного Совета СССР от 8 февраля 1954 года удостоен звания Героя Социалистического Труда «за получение высоких урожаев озимой пшеницы в 1952 году» с вручением ордена Ленина и золотой медали «Серп и Молот».
Избирался депутатом Совета Национальностей 5-го, 6-го, 7-го и 8-го созывов (1962—1974) от Украинской ССР

## Награды
- Медаль «Серп и Молот» (08.02.1954);
- Три ордена Ленина (05.8.1952, 08.02.1954, 24.12.1976);
- Орден Октябрьской Революции (08.4.1971);
- Орден Отечественной войны 1 степени (11.3.1985);
- Три ордена Трудового Красного Знамени (26.02.1958, 30.4.1966, 08.12.1973);
- Медали, в том числе:
  - Медаль «За отвагу» (05.8.1944);
  - Медаль «За боевые заслуги» (26.02.1945);
  - Медаль «За оборону Сталинграда» (22.12.1942);
- Медали ВСХВ и ВДНХ СССР.